# Metallica
Metallica («Мета́ллика») — американская метал-группа, созданная вокалистом и гитаристом Джеймсом Хетфилдом и барабанщиком Ларсом Ульрихом в Лос-Анджелесе, штат Калифорния, в 1981 году. Одна из наиболее популярных и влиятельных команд в истории рока, Metallica входит в так называемую «большую четвёрку» основоположников и ключевых коллективов жанра трэш-метал (наряду с группами Slayer, Megadeth и Anthrax), оказавших определяющее влияние на его развитие, и считается, что творчество этих коллективов положило начало развитию данного направления в музыке. Современный состав Metallica состоит из основателей и основных авторов песен Хетфилда и Ульриха, давнего соло-гитариста Кирка Хэмметта и басиста Роберта Трухильо. Гитарист Дэйв Мастейн (который продолжил своё творчество с момента формирования Megadeth после увольнения из группы) и басисты Рон Макговни, Клифф Бёртон и Джейсон Ньюстед — бывшие участники группы.
Группа получила сторонников в среде поклонников андеграундной музыки и одобрительные отзывы критиков, выпустив третий студийный альбом Master of Puppets (1986), который сейчас считается «классикой трэш-метала» и который существенно повлиял на дальнейшее развитие этого жанра. Коммерческий успех пришёл после выпуска пятого альбома The Black Album или «Metallica», который дебютировал на первой строчке чарта Billboard 200. В 2000 году Metallica были в числе музыкальных исполнителей, подавших иск против Napster, в связи с бесплатным распространением материалов, защищённых авторским правом, без разрешения авторов. В результате, была достигнута договорённость, по которой Napster стал платным сервисом. Несмотря на первое место в Billboard 200, альбом St. Anger (2003) из-за отсутствия гитарных соло, «стального звучания» малого барабана и сырости звучания разочаровал многих фанатов группы. В фильме Some Kind of Monster показан процесс создания St. Anger и напряжённые отношения между участниками группы в течение этого времени. В 2009 году Metallica была введена в Зал славы рок-н-ролла. В 2012 году Metallica основали независимый лейбл Blackened Recordings и выкупили права на все свои студийные альбомы и видео. В 2019 году группа вошла в список самых высокооплачиваемых музыкантов по версии журнала Forbes. Заработанная сумма составила $68,5 млн, это десятое место в рейтинге.
Metallica выпустили одиннадцать студийных альбомов, четыре концертных альбома, двенадцать видеоальбомов, кавер-альбом, два расширенных альбома, 37 синглов и 39 видеоклипов. Группа выиграла девять премий «Грэмми» в 23 номинациях, а её последние шесть студийных альбомов (начиная с Metallica) последовательно дебютировали на первом месте в Billboard 200. Metallica считается одной из самых коммерчески успешных групп всех времён, продав более 125 миллионов копий альбомов по всему миру по состоянию на 2018 год. Группа была включена в список величайших артистов всех времён такими журналами, как Rolling Stone, который поставил их на 61-е место в списке 100 величайших исполнителей всех времён. По состоянию на 2017 год Metallica является третьим самым продаваемым музыкальным исполнителем с тех пор, как Nielsen SoundScan начал отслеживать продажи в 1991 году, продав в общей сложности 58 миллионов копий альбомов в Соединённых Штатах. В 2016 году стриминговый сервис Spotify опубликовал данные, согласно которым группа Metallica — самая прослушиваемая метал-группа в мире. Количество регулярных слушателей их музыки на тот момент достигло 7 миллионов.

## История группы

### Начало (1981—1983)
Metallica была основана в Лос-Анджелесе 28 октября 1981 года гитаристом и вокалистом Джеймсом Хетфилдом и барабанщиком Ларсом Ульрихом после того, как оба поместили объявление о создании группы в издании «The Recycler». Однако, как позже выяснилось из интервью Рона Макговни журналу «So What!», Джеймса и Ларса познакомил между собой их общий друг Хью Таннер, который в то время был соло-гитаристом в группе Рона и Джеймса «Leather Charm». Дуэт пригласил басиста Рона Макговни, знакомого Хетфилда по его предыдущей группе «Leather Charm», однако на ранних стадиях существования группы постоянно возникали проблемы с гитаристами, поэтому уже поначалу их сменилось несколько: Ллойд Грант, Брэд Паркер и Джефф Уорнер. Metallica получила своё название, когда Рон Куинтана попросил Ларса Ульриха помочь ему выбрать название для своего нового журнала об американских и британских метал-группах. Куинтана имел такие варианты как «Metallica», «Metal Mania» и «Hesse». Ульрих сообразил, что «Metallica» будет отличным названием группы и сказал Рону, что такое название вряд ли кому-нибудь понравится.
Вдохновением для Metallica служила музыка таких групп как Motörhead и Diamond Head (по словам Ульриха, стиль Metallica и сложился из «50 % каждой из этих двух голов»), а также Black Sabbath, Saxon, Thin Lizzy, Judas Priest, Iron Maiden, Mercyful Fate, Venom и других британских метал-групп. Также на музыку Metallica повлияли панк-рок-группы Misfits, Zeroption, Discharge и The Ramones.
В начале 1982 года Ульрих убедил основателя и владельца Metal Blade Records Брайана Слэйджела включить песню «Hit The Lights» в первую компиляцию Metal Massacre. Отчаявшись в поисках постоянного лид-гитариста, Ульрих поместил объявление в журнале «The Recycler». Дэйв Мастейн из Ханингтон Бич, который в то время уже играл в группе Panic, ответил и встретился с участниками Metallica для прослушивания. Ульрих и Хетфилд были так впечатлены оборудованием и одной лишь разминкой Мастейна, что его приняли в группу ещё до начала самого прослушивания.
В марте и апреле 1982 года было записано несколько демо, включая Ron McGovney’s ’82 Garage, которая содержала ту же «Hit The Lights» и так называемое Power Metal demo (Hit The Lights, The Mechanix, Jump In The Fire, Motorbreath). Как впоследствии объяснил Рон, слова Power Metal в названии демо появились по его инициативе. Он посчитал интересным добавить эти слова на сопроводительную визитку к демокассете, рассылаемой на фирмы грамзаписи, поскольку указание всего лишь названия группы и телефона показалось ему крайне не оригинальным.
Несколько месяцев спустя группа записала полноформатное демо No Life 'til Leather, которое быстро привлекло внимание независимых распространителей — traders, которые и помогли получить её всем интересующимся фанам. 25 мая 1982 года происходит историческое событие: Metallica впервые выходит на сцену (группа выступила с концертом в школе, в которой учился Ларс Ульрих).
После того как Metallica увидела, как играет группа Trauma, коллектив попросил басиста Клиффа Бёртона присоединиться к ним, заменив тем самым менее профессионального Макговни. Бёртон согласился, но с условием, что группа переедет в его родной город Сан-Франциско. Группа с радостью приняла это предложение. В их родном Лос-Анджелесе в основном были представители глэм-метала, и Metallica не чувствовала себя «в своей тарелке», выступая на концертах, в то время как в Сан-Франциско их принимали, знали песни и тексты в основном благодаря No Life 'Till Leather. К концу 1982 года тяжёлый переезд закончился, и группа окончательно осела в Сан-Франциско. С Клиффом Бёртоном группа записала Megaforce Demo. После того как группа зарекомендовала себя важной единицей в Bay Area thrash metal, Metallica поехала в Нью-Йорк в 1983 году и подписала контракт с новым лейблом Megaforce Records. Во время тяжёлого переезда в Нью-Йорк, Хетфилд и Ульрих решили, что становится всё сложнее выдерживать агрессивное и взрывное поведение Мастейна, связанные с алкогольной и наркотической зависимостью. Его исключили из группы, и в качестве соло-гитариста был приглашён Кирк Хэмметт из группы Exodus. После ухода из Metallica Дэйв Мастейн создал свою собственную группу Megadeth.
Поздней весной 1983 года группа отправилась в Рочестер (Нью-Йорк), чтобы записать свой первый альбом Kill 'Em All. Альбом продавался не очень хорошо, но группа получила растущую фанатскую базу из среды метала. Годом позже Metallica выпустила альбом Ride The Lightning. Включение в альбом более медленной, интроспективной песни «Fade To Black» выгодно выделило Metallica из большинства других трэш-метал-групп.

### Master of Puppets, смерть Клиффа Бёртона (1986—1987)

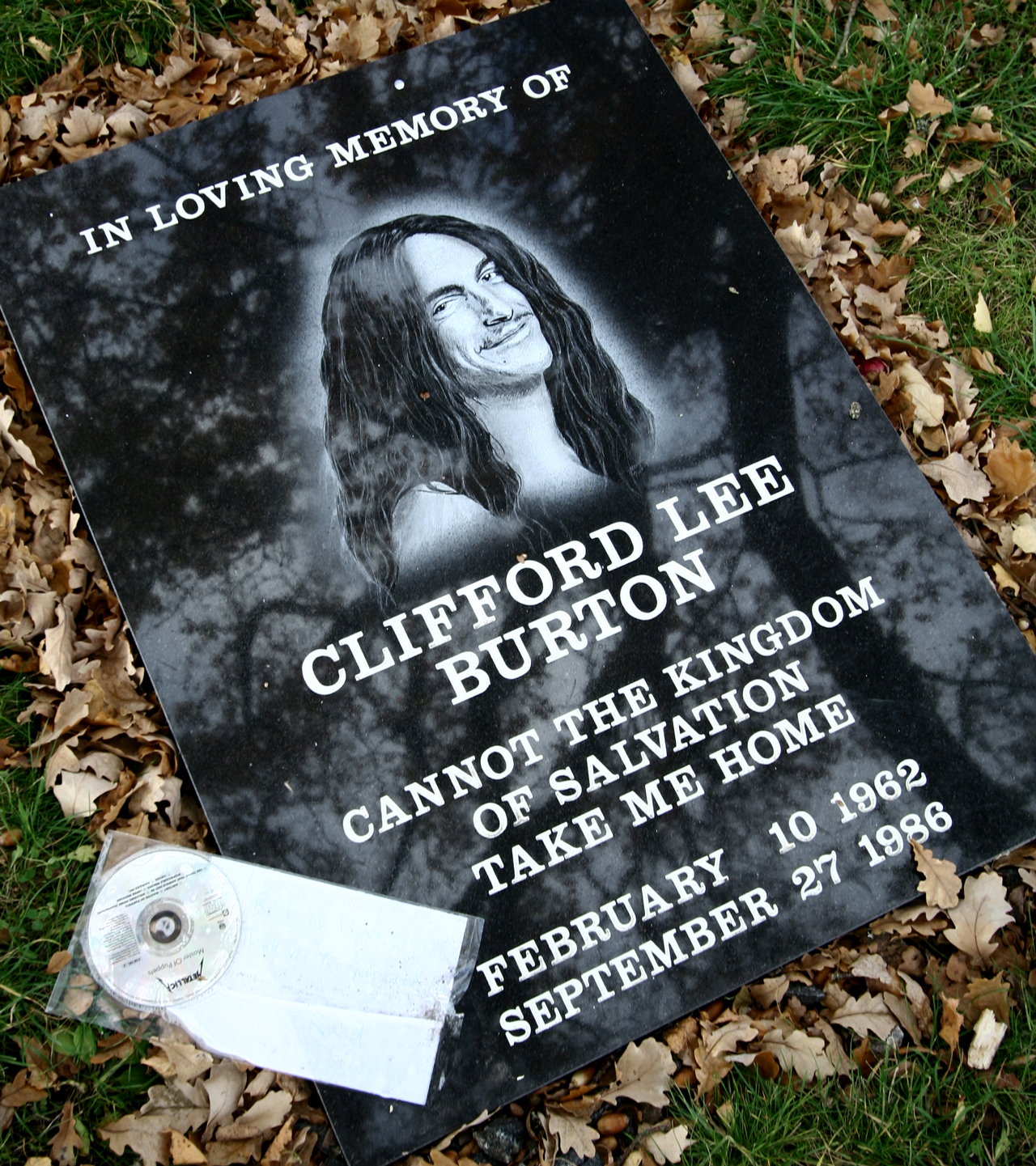
Мемориальный камень Клиффу Бёртону недалеко от места катастрофы

Когда Ride The Lightning привлёк внимание крупных звукозаписывающих компаний, Metallica подписала контракт с Elektra Records. Их первым релизом с Elektra был Master of Puppets 1986 года, который считается некоторыми критиками их лучшим альбомом.
Несмотря на то, что из альбома не было выпущено синглов, группа получила небольшой радиоэфир благодаря песням «Master of Puppets» и «Welcome Home (Sanitarium)». Группа получила ещё большую известность, когда её пригласили открывать концерты Ozzy Osbourne, и Master of Puppets достиг 29 строчки в Billboard 200.
Критики считают Master of Puppets «одним из величайших хеви-метал-альбомов всех времён».
27 сентября 1986 года, во время европейского турне, Клифф Бёртон погиб в Швеции, когда автобус группы по дороге в Копенгаген занесло на скользкой дороге и он перевернулся. Бёртона выбросило из окна и придавило автобусом. Лебёдка, которая поднимала автобус, порвалась, что привело к тому, что автобус упал на него второй раз. Был ли Бёртон уже мёртв или нет, остаётся неясным, но он получил смертельные ранения.
Смерть Клиффа оставила группу в сомнении, что делать дальше. Три оставшихся участника Metallica решили, что Клифф Бёртон пожелал бы, чтобы они продолжали; с благословения семьи Бёртона Metallica начала поиски замены и почти сразу начала прослушивания. Среди претендентов был Лес Клэйпул, друг детства Кирка Хэмметта. Клэйпул понравился группе, но стиль его игры не подходил для неё. В серии Behind the Music, посвящённой Metallica, Хетфилд объясняет, что Клэйпул был «слишком хорош» для Metallica. В конечном счёте вместо Клэйпула место в группе было предложено Джейсону Ньюстеду, бывшему члену группы Flotsam and Jetsam. Ньюстед официально вошёл в состав Metallica 28 октября 1986 года — спустя три недели после похорон Клиффа Бёртона. Группа закончила прерванное турне и затем в июле 1987 года записала Garage Days Re-Revisited с новым басистом.
В 1987 году Metallica выступала на фестивале Monsters of Rock. У группы произошёл конфликт с Bon Jovi (летавшими на вертолёте во время их выступления), в результате чего Хетфилд нацарапал на своей гитаре «Kill Bon Jovi».

### …And Justice for All(1988—1989)

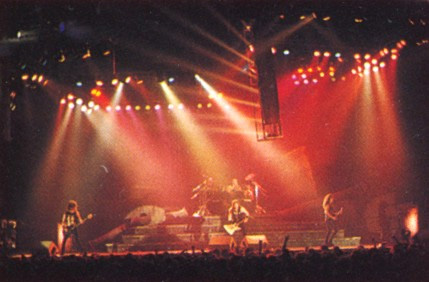
Metallica на концерте в 1989 году.

...And Justice for All, первый студийный альбом после смерти Бёртона, был выпущен в августе 1988 года. Альбом имел коммерческий успех, достигнув 6 строчки в Billboard 200, являясь первым альбомом группы, который вошёл в Топ 10. Альбом был сертифицирован как платиновый через девять недель после его выхода. Бас Ньюстеда был специально свёрнут в альбоме как часть непрерывной «дедовщины» и его музыкальные идеи были проигнорированы (однако он указан как соавтор трека «Blackened»). Были жалобы на продюсирование; а именно, Стив Хью из Allmusic отметил, что барабаны Ульриха больше щёлкали, чем стучали и гитары «гудели тонко». В поддержку альбома был начат тур Damaged Justice.
В феврале 1989 года Metallica была впервые выдвинута на премию Грэмми в недавно созданной категории «Лучшее вокальное либо инструментальное хард-рок/метал выступление». Тем не менее награду получила группа Jethro Tull за альбом Crest of a Knave. Это спровоцировало много споров, так как Metallica была ожидаемым победителем и осталась ждать получения награды за исполнение песни «One» для телеэфира. Издание Entertainment Weekly включило победу Jethro Tull в перечень «10 самых больших разочарований в истории Грэмми».
Вслед за выпуском …And Justice for All Metallica выпустила дебютный клип на «One». Группа исполняла песню на заброшенном складе, также в клипе были вставки из фильма «Джонни взял ружьё». Вместо организации предстоящей сделки с владельцами лицензии Metallica просто полностью купила права на фильм. Конечный результат представлял собой последовательную, но укороченную «мини-версию» фильма «Джонни взял ружьё» с замысловатой синхронизацией между песней и диалогами фильма. В 1999 году видеоклип занял 38 место в списке 100 величайших музыкальных клипов на MTV.

### Metallica(1990—1993)
Запись пятого студийного альбома группы началась в октябре 1990 года в студии One on One. Сопродюсером альбома был Боб Рок, который также работал с The Cult, Bon Jovi и Mötley Crüe. Большинство информации о создании альбома Metallica и о туре в его поддержку было включено в видео A Year and a Half in the Life of Metallica. Работа в студии заняла шесть месяцев, а весь процесс создания альбома, по словам музыкального критика Иэна Кристи, стоил миллион долларов и разрушил три брака.
Обложка альбома была чёрной с очень бледным изображением змеи в правом нижнем углу и логотипом группы в противоположном. В феврале 1991 года Metallica получила премию Грэмми за «лучшее метал исполнение» кавер-версии «Stone Cold Crazy» группы Queen.
Альбом Metallica (также известен как The Black Album) вышел 12 августа 1991 года и дебютировал на 1 строчке в Billboard 200 и оставался на вершине четыре недели. Всего в чарте Billboard 200 альбом продержался в общей сложности 282 недели. В первую неделю только в США было распродано 650 тысяч экземпляров пластинки. Пластинка получила статус 16 раз платиновой от американской ассоциации звукозаписывающих компаний (RIAA). Отзывы критиков были благоприятны. Журнал Rolling Stone поместил альбом на 255 место в списке «500 величайших альбомов всех времён» и на 16 место в списке «100 лучших альбомов 90-х».
Концертный тур в поддержку альбома начался 1 августа 1991 года и длился более 14 месяцев, завершившись 18 декабря 1992 года в Стокгольме.
В рамках этого турне 28 сентября 1991 года Metallica посетила Советский Союз, выступив на фестивале Монстры Рока.
В апреле 1992 года Metallica выступила на The Freddie Mercury Tribute Concert, исполнив три песни. Хетфилд позже исполнил «Stone Cold Crazy» с Queen и Тони Айомми. 8 августа 1992 года, во время финансово успешного тура вместе с Guns N' Roses Хетфилд получил ожоги второй и третьей степени левой руки из-за пиротехнических эффектов во время вступления песни «Fade To Black», которые привели к тому, что он не мог играть на гитаре часть турне. Гитарист Metal Church Джон Маршал (бывший роуди Metallica) играл на гитаре оставшуюся часть турне, а Хетфилд продолжал петь. С января по июль 1993 года прошёл ещё один тур в поддержку пятого альбома, названный Nowhere Else to Roam.
В ноябре 1993 года был выпущен первый бокс-сет группы под названием Live Shit: Binge & Purge. Коллекция содержала три концертных CD, три концертных видео и книгу, заполненную райдерами и письмами.

### Load,ReLoad,Garage Inc.,S&M(1994—1999)

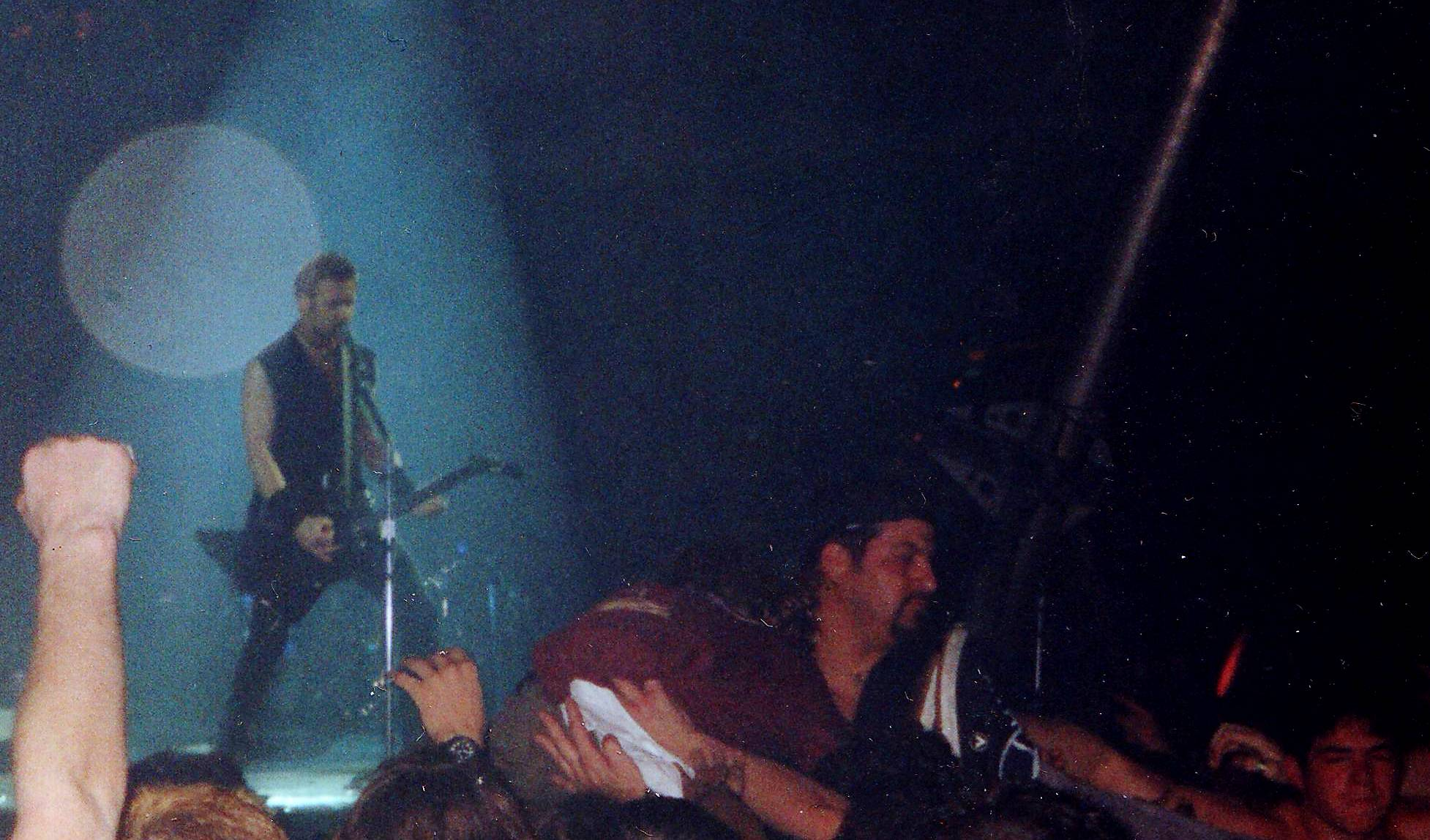
Джеймс Хетфилд на концерте группы во время тура Poor Touring Me, Кардифф, 1996 год.

После почти трёхлетнего турне в поддержку The Black Album, в феврале 1995 года Metallica вновь отправилась в студию для создания и записи своего шестого студийного альбома. Они сделали перерыв в августе и отыграли три концерта в Донингтон Парке при поддержке групп Slayer, Skid Row, Slash’s Snakepit, Therapy? и Corrosion Of Conformity. Короткое турне было названо «Escape from the Studio '95». Metallica потратила около года на написание и запись новых песен, составивших альбом 1996 года Load. Load дебютировал в Billboard 200 на первой строчке. Обложка Load была создана Андресом Серрано, и была названа Кровь и Семя III. Серрано использовал смесь собственной спермы и бычьей крови между листами оргстекла. Релиз ознаменовал собой изменения в музыкальном направлении группы, и новый имидж участников. Metallica были хедлайнерами на альтернативном рок-фестивале Lollapalooza летом 1996 года.
Два новых альбома продавались хуже предыдущих трёх. Хетфилд позже отметил в документальном фильме Some Kind of Monster, что изначально по планам группы песни из обоих альбомов должны быть лишь среднего качества, и неоднократно шлифовались и перерабатывались, пока не было решено, что они подходят для релиза.
В 1998 году Metallica выпустила двойной CD, названный Garage Inc.. Первый диск содержал недавно записанные кавер-версии песен различных групп: Blue Öyster Cult, Thin Lizzy, Mercyful Fate, Black Sabbath и, неожиданно для поклонников, Ника Кейва и Боба Сигера. Второй CD собрал вместе ранее выпущенные кавер-версии вышедшие в период с 1984 по 1995 гг. в качестве бонус-треков к различным синглам, включая оригинал The $5.98 E.P.: Garage Days Re-Revisited, который уже стал редкой записью. На этом диске использовались каверы таких исполнителей как: Motörhead, Queen, Diamond Head, The Misfits, Killing Joke, Holocaust, Budgie, Anti-Nowhere League, Blitzkrieg, Sweet Savage. Альбом дебютировал в Billboard 200 под номером два.
7 марта 1999 года мэр Сан-Франциско Уилли Браун объявил «Официальным днём Metallica» в городе. Месяцем позже, 21-22 апреля, группа записала два концерта с симфоническим оркестром Сан-Франциско, в то время дирижируемым Майклом Кэйменом, который уже работал с Бобом Роком над «Nothing Else Matters». Кэймен и оркестранты сочинили дополнительный оркестровый материал для нескольких песен группы, и на концерте было сыграно много песен, начиная со времён Ride The Lightning. Metallica также представила две новые песни: «Human» и «No Leaf Clover». Звукозапись и видеосъёмка концерта были выпущены в ноябре того же года как альбом S&M. Также Metallica записала видеоклип на песню «No Leaf Clover».

### Конфликт с «Напстером» (2000)
В 2000 году Metallica записала песню «I Disappear» для фильма «Миссия невыполнима 2». Вскоре Ларс Ульрих обнаружил, что демозапись «I Disappear» свободно распространяется, как и прочие их песни, в сети Интернет благодаря компании Napster. Ларс Ульрих задал вопрос своим поклонникам: «Почему музыка должна распространяться бесплатно, если были потрачены деньги на то, чтобы её записать и выпустить?» Музыканты затеяли судебную тяжбу с Napster, заодно учинив иск университетам Южной Калифорнии, Йеля и Индианы за то, что их руководство не воспрепятствовало бесплатному распространению. В 2001 году Metallica и Napster пришли к некоторому соглашению.

### Уход Ньюстеда,St. Anger(2001—2005)

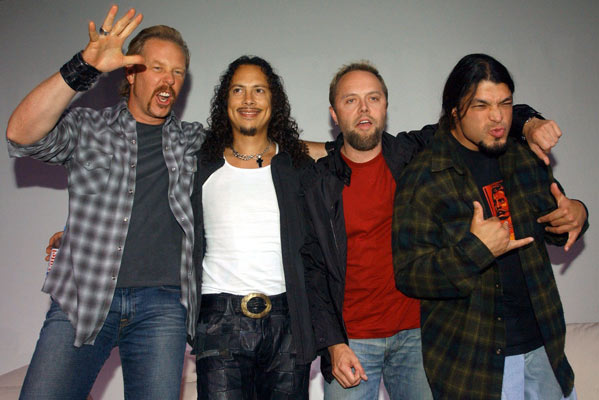
Metallica в 2003 году.

17 января 2001 года Ньюстед покинул группу из-за, как он сказал, «физического вреда, который он нанёс себе за годы игры музыки, которую он любит». Однако из последующих интервью с Ньюстедом и оставшимися участниками Metallica стало известно, что желание Ньюстеда выпустить запись своего проекта Echobrain и отправиться с ним в турне и упорное сопротивление этому Хетфилда стали основными причинами ухода басиста из группы. Также интервью журнала Playboy раскрыло тот факт, что подшучивания над Ньюстедом как над новичком, начавшиеся с момента его прихода в группу, не прекратились со временем. Плюс ко всему, у Ньюстеда никогда не было статуса партнёра в написании песен, который был у Клиффа Бёртона в песнях — «Blackened» из ...And Justice for All, «My Friend Of Misery» из Metallica, «Where The Wild Things Are» из ReLoad. Документальный фильм 2004 года Some Kind of Monster пролил больше света на уход Ньюстеда из Metallica.
В июле 2001 года Хетфилду пришлось пройти курс реабилитации в связи с «алкоголизмом и другими вредными привычками». Около года Metallica не делала ничего важного. Ларс Ульрих и Кирк Хэмметт первое время всерьёз считали, что с группой может быть всё кончено. В конце концов Джеймс вернулся в группу, но работал лишь по четыре часа в день, остальное время проводил со своей семьёй. Медленно Metallica сочиняла и записывала материал для своего нового альбома. Боб Рок исполнял партии бас-гитары.
Создание альбома было документировано в фильме Some Kind of Monster.

После записи нового альбома Metallica проводила прослушивания для постоянной замены Ньюстеда в начале 2003 года. Роберт Трухильо, бывший член групп Suicidal Tendencies и Ozzy Osbourne, был выбран в качестве нового басиста Metallica. Резюме Роберта включало также Infectious Grooves и работу с Black Label Society на их DVD Boozed, Broozed, and Broken-Boned. В это время Ньюстед нашёл себе музыкальный приют в канадской трэш-метал-группе Voivod в 2002 году. Он же заменял Роберта Трухильо в группе Ozzy Osbourne в 2003 году на протяжении турне Ozzfest, в котором также принимала участие группа Voivod.
В июне 2003 года вышел восьмой студийный альбом Metallica St. Anger, занявший первые рейтинги в чартах. «Сырое» звучание записи, «гибкость» высоты вокала Хетфилда, «металлическая» подзвучка ударных Ульриха и полное отсутствие гитарных соло получили отдельную критику. Несмотря на всё это, песня «St. Anger» выиграла премию Грэмми за «Лучшее метал-выступление» в 2004 году.
Обширное турне «Summer Sanitarium Tour 2003» в поддержку St. Anger длилось два года, на концертах выступали также группы Mudvayne, Deftones, Linkin Park, и Limp Bizkit. Во время длительного турне Metallica Madly in Anger with the World с группой Godsmack почти каждое выступление профессионально записывалось и продавалось на сайте LiveMetallica.com.
Летом 2004 года на Фестивале Download, подменяя заболевшего Ульриха, в качестве сессионных ударников выступили бывший барабанщик Slayer Дэйв Ломбардо, отыгравший две песни, и действующий, на тот момент, барабанщик Slipknot Джои Джордисон.
Группа сделала перерыв в 2005 году, проведя большую часть времени с друзьями и семьёй, однако отыграла два исторических шоу на открытии для Rolling Stones в Сан-Франциско.

### Death Magnetic(2006—2010)

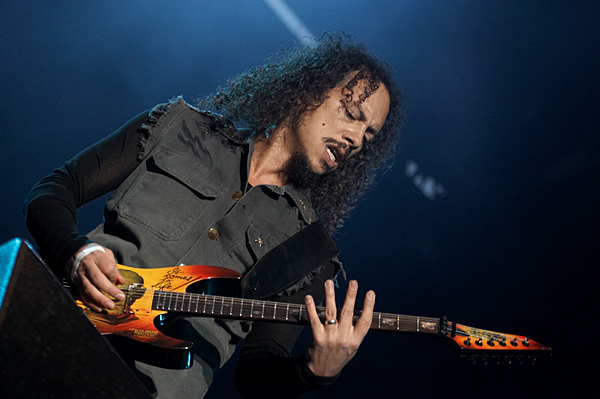
Хэмметт на концерте в 2007 году

16 февраля 2006 Metallica на своём официальном сайте объявила, что продюсер Боб Рок, который продюсировал все альбомы с 1991 года, не будет принимать участия в записи следующего альбома. Группа приняла решение работать с Риком Рубином, ранее работавший с группами Linkin Park, Danzig, Slipknot, Slayer, Red Hot Chili Peppers и System of a Down.
Выход девятого студийного альбома Metallica был назначен на 12 сентября 2008 года.
6 июня 2006 в Берлине в рамках тура «Escape from the Studio '06» группа сыграла новую песню, временно названную «The New Song».
12 августа 2006 в Токио в рамках Азиатской ветви турне Metallica продемонстрировала ещё одну новую песню, названную «The Other New Song». Если вторая из них во многом не соответствовала стилю группы, то фрагменты первой, названной фанатами «Death Is Not the End» ввиду частого повторения этой фразы на протяжении песни, нашли своё применение в новом альбоме (а именно в композиции «The End of the Line»).
Группа и до этого играла новые песни ещё до их выхода: четыре песни из Ride the Lightning («Fight Fire with Fire», «Ride the Lightning», «Creeping Death» и «The Call of Ktulu») были впервые сыграны ещё до выхода альбома; «Disposable Heroes» из альбома Master of Puppets была впервые представлена публике 14 сентября 1985 года; песню «Harvester of Sorrow» из альбома ...And Justice for All сыграли 23 мая 1988 года; песню «2x4» (альбом Load), «Devil's Dance», — во время мини-турне Escape from the Studio 1995 года; и четыре песни из ReLoad («Fuel», «The Memory Remains» игрались на нескольких концертах 1997 года.
13 октября 2006 года Metallica анонсировала выпуск нового DVD, содержащего все их видеоклипы с 1989 по 2004 год. Диск The Videos 1989–2004 был выпущен 4 декабря 2006 года во всём мире и 5 декабря в Северной Америке.
Вскоре The Videos 1989—2004 также стало возможным приобрести через iTunes.
Группа также выпустила кавер-версию композиции Эннио Морриконе «The Ecstasy of Gold» в совместном трибьют-альбоме We All Love Ennio Morricone, который вышел 20 февраля 2007 года в честь композитора.
«The Ecstasy of Gold» проигрывалась в начале концертов Metallica более 20 лет, но в своей оригинальной версии (в записи).
В версии же, представленной на We All Love Ennio Morricone, группа исполняет её в новой интерпретации, основанной на гитарах.
12 марта 2007 года Metallica начала непосредственно запись нового студийного альбома. Также было анонсировано летнее турне (позже названное «Sick of the Studio '07»)
2 сентября 2008 (за десять дней до официально назначенной даты) в одном французском музыкальном магазине начались продажи альбома Death Magnetic. Это привело к появлению новых песен в доступном для скачивания виде в P2P-сетях. Ввиду этого официальный дистрибьютор Metallica на территории Великобритании, Vertigo Records, вынужден был сместить дату выхода Death Magnetic на два дня назад.

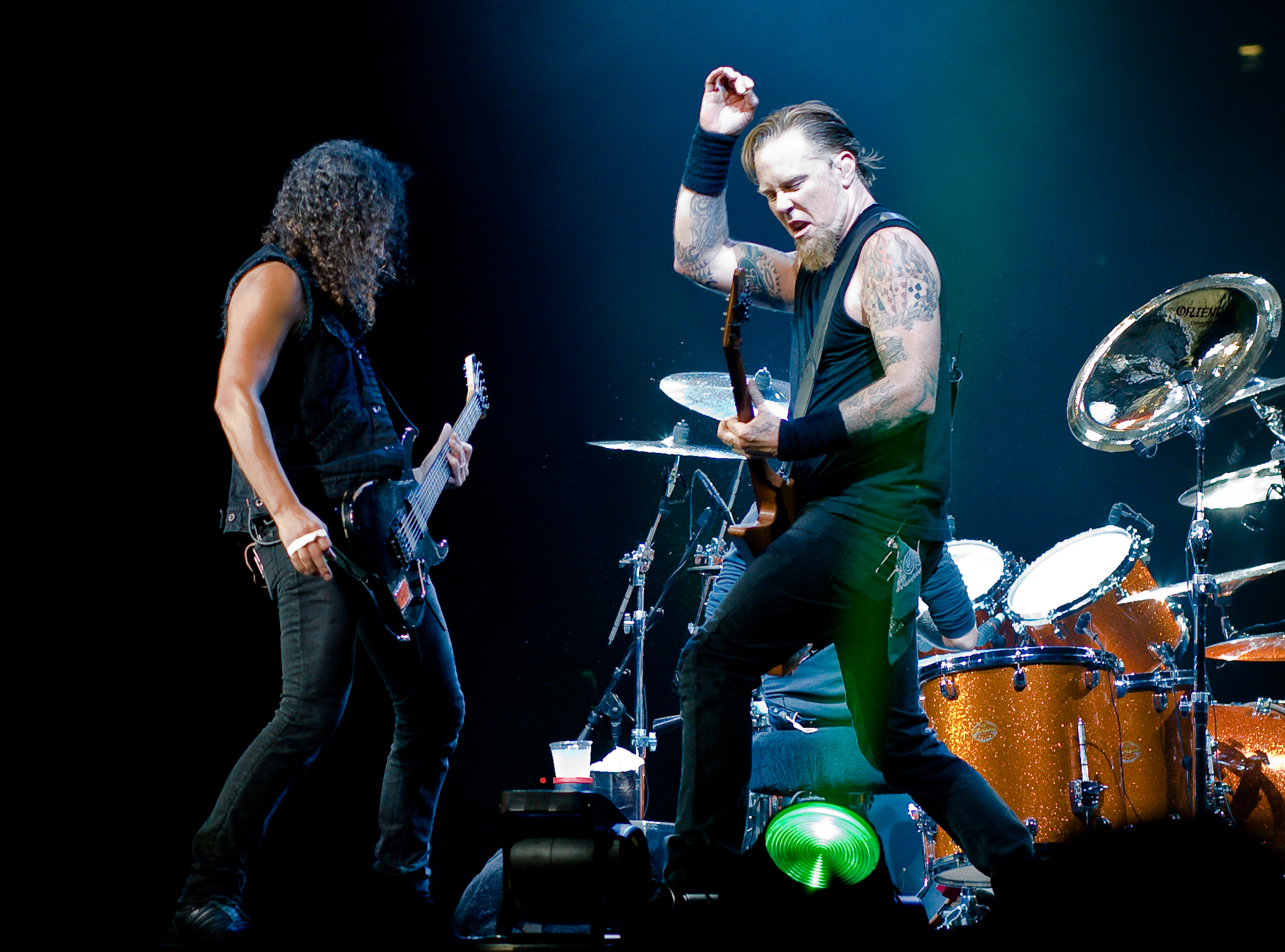
Кирк Хэмметт и Джеймс Хетфилд на концерте в Лондоне в 2008 году

Death Magnetic дебютировал на первой строчке чартов во многих странах, в том числе в Австралии, Канаде и Мексике, а также в европейском чарте альбомов. В США было продано 490 000 копий пластинки. Кроме того, Metallica стала первой группой, которая выпустила пять подряд идущих альбомов, занимающих первое место в Billboard 200.
Спустя неделю после релиза, Death Magnetic удерживал первое место в Billboard 200, европейском чарте альбомов, а также стал наиболее быстро продаваемым альбомом в Австралии в 2008 году.
Даже по прошествии трёх недель Death Magnetic всё ещё лидировал в чарте Billboard 200.
Такое достижение в 2008 году было на счету только у Metallica и Джека Джонсона.
А в чартах Billboard «Hard Rock», «Modern Rock/Alternative» и «Rock» альбом оставался на первой позиции целых пять недель подряд.

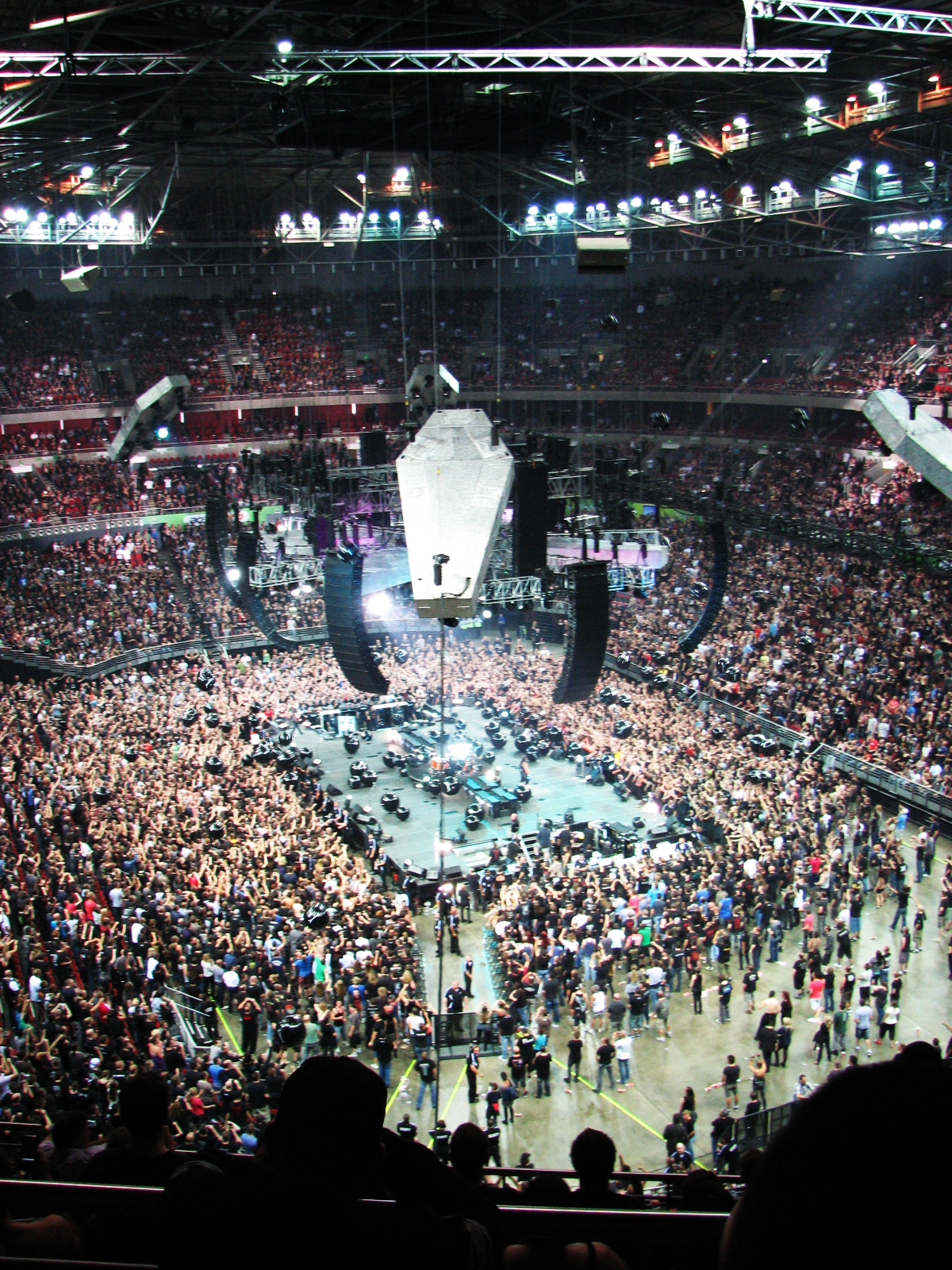
Концерт Metallica в Сиднее во время «World Magnetic Tour» (2010)

В общей сложности Death Magnetic занимал первые строчки хит-парадов в 32 странах мира.
Ввиду успеха девятого альбома Metallica канал MTV Europe номинировал группу на свою премию Music Awards в категориях «Rock Out» и «Headliner», а MTV Latin America пригласил музыкантов выступить на их церемонии Music Awards.
Metallica сыграла композицию «The Day That Never Comes».
21 октября 2008 года коллектив начал масштабное турне World Magnetic Tour.
В ноябре 2008 года истёк срок действия контракта группы с Warner Bros., и Metallica рассматривала различные планы, включая (согласно Ларсу Ульриху) возможность выпуска следующего альбома через интернет.
4 апреля 2009 Metallica была введена в Зал славы рок-н-ролла. Со вступительной речью на церемонии выступил басист группы Red Hot Chili Peppers Фли. На церемонию были приглашены многочисленные друзья группы. Также в церемонии участвовали Джейсон Ньюстед и отец Клиффа Бёртона — Рэй Бёртон. Дэйв Мастейн был приглашён на церемонию, но отказался, сославшись на занятость гастролями своей группы Megadeth в Европе. Во время церемонии группа сыграла два своих хита — Master Of Puppets и Enter Sandman. Группа играла впятером: Джеймс Хетфилд — вокал, ритм-гитара, Кирк Хэмметт — соло-гитара, Ларс Ульрих — ударные и два басиста: Роберт Трухильо и Джейсон Ньюстед.
После исполнения двух песен к группе присоединились Джефф Бек, Джимми Пейдж, Джо Перри, Ронни Вуд и Фли и исполнили джем, который получил название Train Kept A Rollin' (All Star Jam).
Турне World Magnetic Tour продолжалось два года и завершилось тремя концертами в Мельбурне, Австралия, в ноябре 2010 года.

### Luluи запись десятого студийного альбома (2011—2015)
15 июня 2011 года на официальном сайте Metallica появилась информация о новом материале, ранее называемом «секретным проектом». Этот проект включает в себя 10 песен, записанных с участием Лу Рида. Запись была осуществлена в домашней студии штаб-квартиры Metallica; звукозаписывающие сессии длились несколько последних месяцев и закончились накануне 15 июня. 22 августа было объявлено, что совместный альбом музыкантов будет выпущен 1 ноября в Северной Америке и на один день раньше (31 октября) в остальной части мира.
Совместная пластинка американских музыкантов получила название «Lulu» и была вдохновлена пьесами немецкого поэта-экспрессиониста Франка Ведекинда «Дух земли» и «Ларец Пандоры». Лу Рид написал песни и музыку для театральной постановки «Лулу» по мотивам Ведекинда, но после совместного выступления с Metallica в честь 25-летия Зала славы рок-н-ролла музыканты решили записать альбом.
16 октября Роберт Трухильо подтвердил, что группа вернулась в студию и уже пишет новый материал. Также Роберт заметил, что группа уже работает с Риком Рубином над парой новых песен и собирается записывать новый материал на протяжении большей части следующего года.
В октябре Metallica объявила о своём выступлении в Индии на фестивале «India Rocks», чтобы отметить Гран-при Индии. По «техническим причинам» группа не смогла выступить, из- за чего фанаты начали бунтовать и разгромили сцену. Позже Metallica совершила свой дебют в Индии 30 октября в Бангалоре.
5 декабря стартовала серия четырёх юбилейных концертов группы Metallica, посвящённая тридцатилетию группы. Концерты прошли на родине Metallica, «Bay Area», в городе Сан-Франциско. Зрителями стали друзья группы и члены фан-клуба. Все четыре концерта отличились «экзотическим» сет-листом и приглашёнными звёздами. На каждом из четырёх концертов была сыграна песня, не вошедшая на их девятый студийный альбом. Всего их было четыре: «Hate Train», «Just a Bullet Away», «Hell and Back» и «Rebel of Babylon». Песни сразу же попали в интернет. После последнего юбилейного концерта 13 декабря треки были выпущены в виде EP. Мини альбом был назван Beyond Magnetic.
7 мая 2012 года Metallica начала новый тур по Европе, особенностью которого стало то, что впервые за 20 лет The Black Album («Metallica») был исполнен целиком. Состоялись такие премьеры как «Don’t Tread on Me», «My Friend of Misery», «The Struggle Within».
В июле был проведён фестиваль музыки Orion Music в Атлантик-Сити, организаторами которого является Metallica.
В июне 2013 года в интервью для South Africa’s Channel 24 Ларс Ульрих подтвердил, что запись очередного полноформатного альбома продолжается, однако появится он не раньше 2015 года.
В сентябре 2013 года вышел в широкий прокат фильм о группе Metallica Through the Never, который демонстрировался как в обычном формате, так и в формате IMAX 3D.
14 сентября 2013 года в Государственном Кремлёвском дворце в Москве состоялся премьерный показ фильма «Metallica: Сквозь невозможное».
На премьере присутствовали Ларс Ульрих и Роберт Трухильо. Они ответили на вопросы зрителей.
8 декабря 2013 Metallica выступила с концертом Freeze ‘Em All в Антарктике и стала второй группой в истории, игравшей в этой части света, а также побила собственный рекорд, сыграв на всех континентах планеты Земля в течение одного года. Группа выступала под небольшим прозрачным куполом, собравшим аудиторию в 120 человек из числа учёных и победителей конкурса поклонников группы в Латинской Америке, спонсируемого компанией Кока-кола. Музыканты играли без усиливающей аппаратуры — звук попадал к слушателям непосредственно через наушники. Концерт сопровождался трансляцией, которую в реальном времени имели возможность смотреть жители Аргентины, Бразилии, Перу, Мексики и Чили, а также видеозаписью для последующего издания.
16 января 2014 Кирк Хэмметт заявил, что Metallica начнёт работать над новым студийным альбомом с конца января — начала февраля.
В августе 2015 года Metallica посетила Россию с двумя концертами в рамках своего мирового турне. 25 августа группа отыграла аншлаговый концерт в Санкт-Петербурге, в СКК, а 27 числа в Москве, в СК «Олимпийский». В Москве были сыграны песни, ранее не исполняемые на московских концертах группы, такие как: «Ride The Lightning», «King Nothing», «The Unforgiven», «Frayed Ends Of Sanity», «Lords Of Summer» и «Whiskey in the Jar».

### Hardwired… To Self-Destruct,S&M2и предстоящий одиннадцатый студийный альбом (с 2016)
18 августа 2016 года на официальном сайте группы было объявлено о выходе нового студийного альбома Hardwired...To Self-Destruct 18 ноября 2016. Позднее группа выпустила первый сингл — «Hardwired», а также опубликовала видеоклип на эту песню, обложку альбома и его трек-лист. Синглы «Moth into Flame» и «Atlas, Rise!» вышли 26 сентября и 31 октября соответственно.
16 ноября на YouTube-канале группы начали появляться клипы к ещё не вышедшим песням из альбома в следующем порядке: «Dream No More», «Confusion», «ManUNkind», «Now That We’re Dead», «Here Comes Revenge», «Am I Savage?», «Halo on Fire», «Murder One», «Spit Out the Bone», последним вышло видео на трек с третьего диска делюкс-издания альбома — «Lords of Summer». Таким образом, весь альбом официально попал в свободный доступ ещё за несколько часов до выхода.
18 ноября альбом дебютировал на первой строчке Billboard 200 с 282 тыс. проданных копий за первую неделю. Впоследствии альбом возглавил чарты в 57 странах мира.
Песня «Hardwired» была номинирована на премию Грэмми в номинации «Лучшая рок-песня».
Альбом был выпущен на лейбле Blackened Recordings.

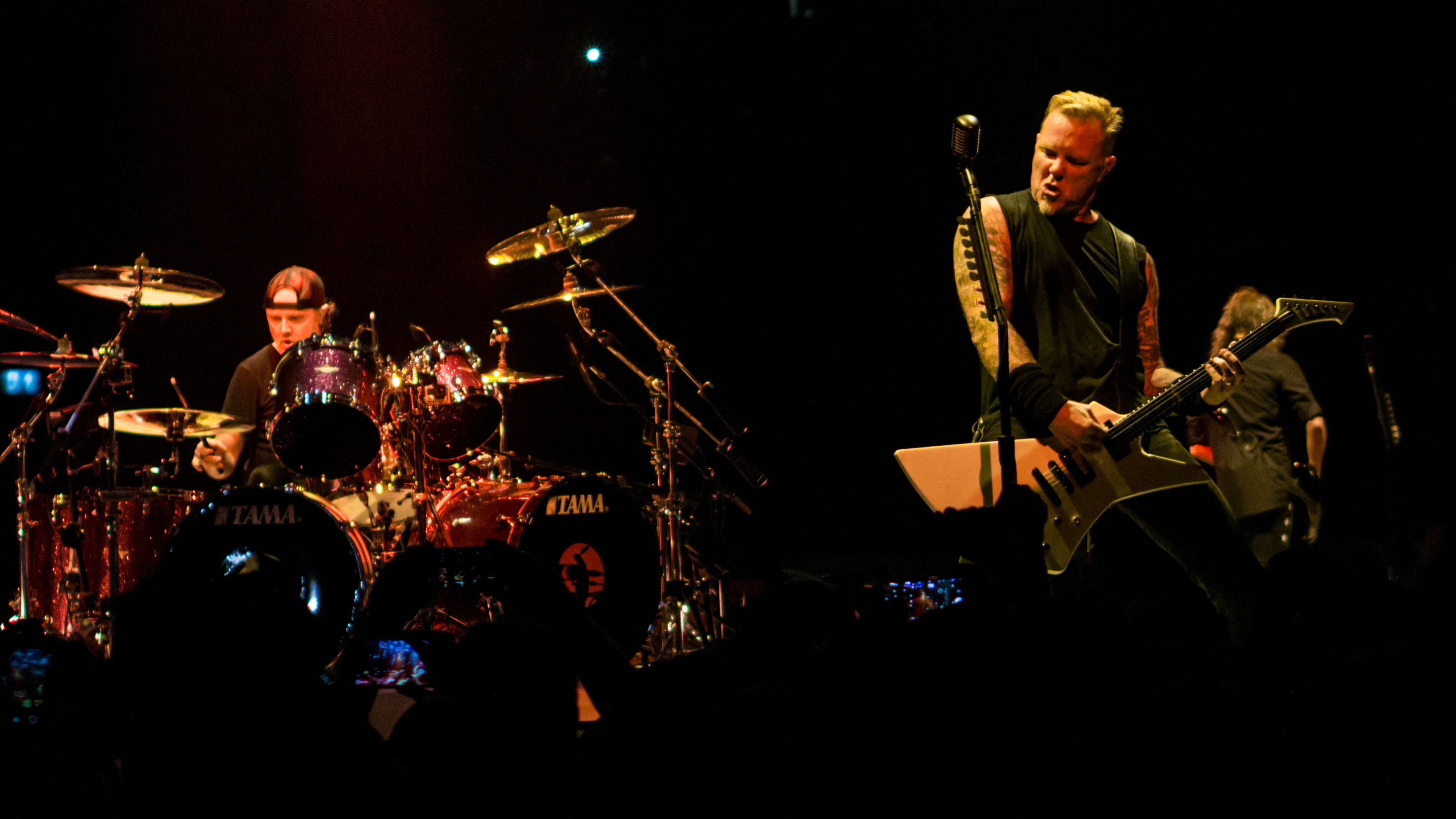
O2 Arena, 2017 год

Группа объявила, что будет гастролировать по США летом 2017 года в туре WorldWired Tour. В поддержку группе выступали Avenged Sevenfold, Volbeat и Gojira. 7 августа 2017 года группа была снова приглашена Сан-Франциско Джайентс на пятую ежегодную «Ночь Metallica», где Хэмметт и Хетфилд исполнили национальный гимн. В январе 2018 года группа объявила о том, что они переиздают The $5.98 E.P.: Garage Days Re-Revisited 13 апреля в День музыкального магазина. Также группа объявила шестую ежегодную «Ночь Metallica» через несколько недель, на этот раз в апреле, со всеми поступлениями в фонд «Все в моих руках», созданный группой в конце 2017 года.
В феврале 2018 года группа объявила о втором сете гастролей в Северной Америке, большинство из которых проходит в городах, которые они не посещали до тридцати лет.

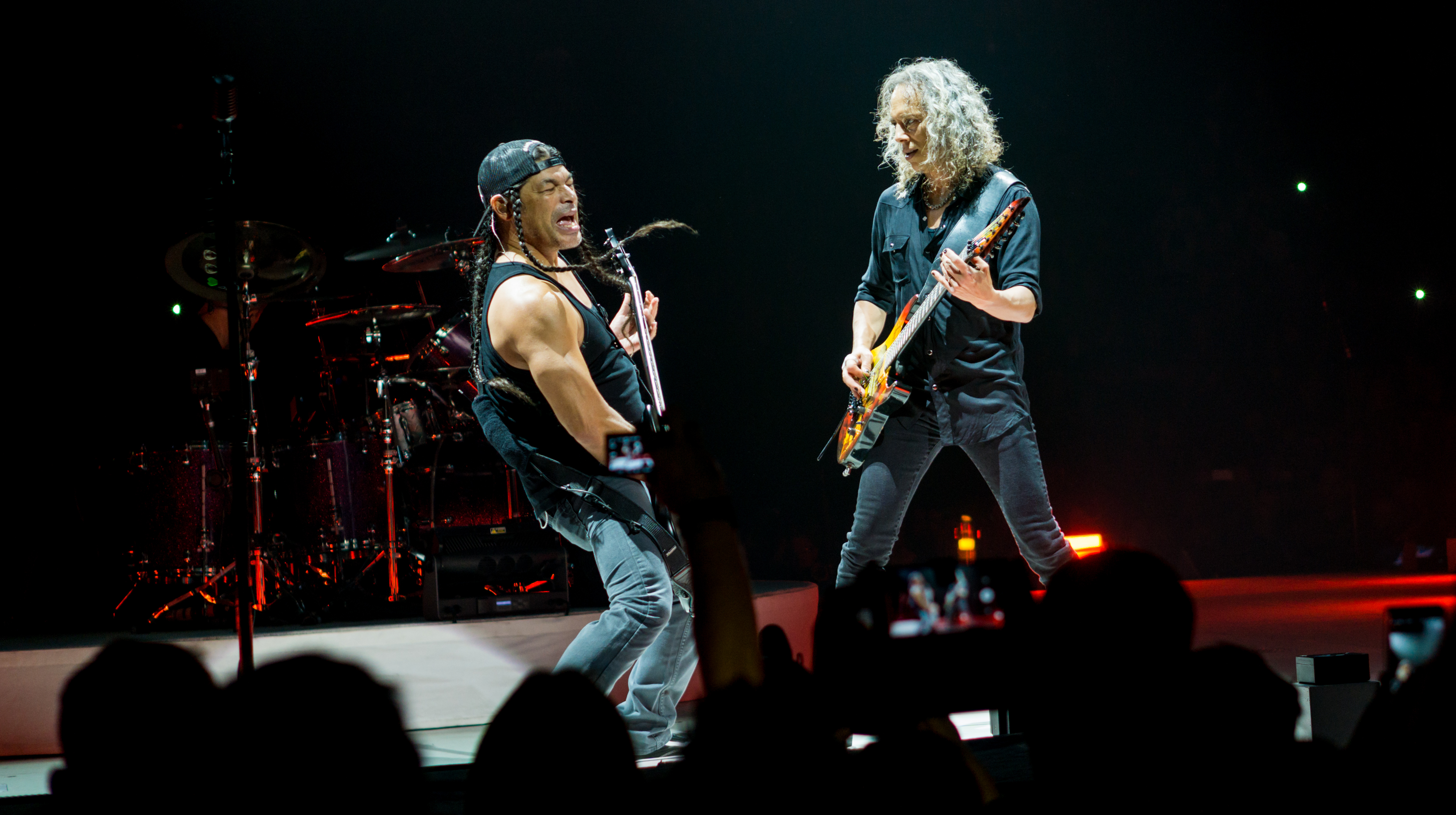
O2 Arena, 2017 год

В 2019 году состоялась европейская ветка мирового турне. На разогреве выступали норвежская группа Bokassa и шведская Ghost. На каждом концерте мирового тура WorldWired группа исполняет кавер на песню местного исполнителя на языке принимающей страны. 6 июля 2019 года в Берлине музыканты играли композицию «Engel» группы Rammstein, в Париже — «Ma gueule» Джонни Холлидея, в Стокгольме — «Dancing Queen» группы ABBA, в Манчестере — «I Wanna Be Adored» группы The Stone Roses, весной 2018 года в Праге — песню «Jožin z bažin» Ивана Младека.
На концерте 21 июля 2019 года в Москве такой песней стала «Группа крови» Виктора Цоя.
В марте 2019 года в интервью Australia’s The Music podcast басист Роб Трухильо заявил, что Metallica начала готовить материал для одиннадцатого студийного альбома, который должен быть выпущен «намного раньше, чем предыдущие два». Он прокомментировал: «Мы все пообещали начать это пораньше. Насколько раньше? Я не знаю. Мы гастролировали без перерыва. Уже прошло два с лишним года. В какой-то момент, конечно, нам нужно будет сделать небольшой перерыв. Эта идея выглядит верной, ведь мы так пахали».
В апреле 2019 года в интервью австралийскому журналу Mixdown гитарист Кирк Хэмметт упомянул о предварительных планах Metallica войти в студию после завершения WorldWired Tour в ноябре. Он заявил: «У нас пошёл третий год после выхода Hardwired. Может быть, вскоре мы сможем немного сосредоточиться и отправиться в студию. У меня тонна материала. Я перестарался, так что я готов в любое время.»
В марте 2019 года Metallica объявила, что ее WorldWired Tour продолжится в Австралии и Новой Зеландии в октябре при поддержке Slipknot. Позднее в том же месяце группа объявила о том, что она будет выступать в сентябре на торжественном открытии новой арены Chase Center вместе с Сан-Францисским симфоническим оркестром, чтобы отпраздновать двадцатилетний юбилей S & M. Памятные шоу, под названием S&M2, включали в себя выступления в прежних местах в рамках S&M, новые аранжировки песен, записанных с тех пор и кавер на произведение Мосолова Iron Foundry. Дирижёрами выступили Эдвин Аутвотер и музыкальный руководитель Сан-Францисского симфонического оркестра Майкл Тилсон-Томас. В июле группа объявила, что 9 октября шоу будет показано в более чем 3000 кинотеатрах по всему миру, а билеты поступят в продажу в августе. Позже в том же месяце Metallica объявили о сроках тура по Южной Америке на апрель 2020 года при поддержке Greta Van Fleet.
В сентябре 2019 года, в преддверии Global Citizen Festival этого года, было объявлено, что Metallica выступит на фестивале в сентябре следующего 2020 года вместе с такими исполнителями, как Билли Айлиш, Майли Сайрус и Coldplay. Это станет финальным событием проекта Global Poarity. На следующий день 27 сентября 2019 года Metallica объявила, что Хетфилд повторно проходит программу реабилитации и что тур по Австралии/Новой Зеландии будет отложен. В обращении, опубликованном в твиттере группы, Ульрих, Хэмметт и Трухильо извинились перед поклонниками из Австралии и Новой Зеландии за отмену концертов, объяснив, что, как многие уже знали, Хетфилд боролся с зависимостью (с перерывами) в течение многих лет. Деньги за купленные билеты будут полностью возвращены. Другие обязательства группы, в том числе концерт в марте 2020 года, по-прежнему должны состояться, как и планировалось. В октябре 2019 года было объявлено о четырёх новых фестивалях в США. Позже эти выступления были отменены или отложены из-за пандемии COVID-19 и для восстановления Хетфилда. В марте 2020 года группа начала серию мероприятий на YouTube и Facebook под названием «Metallica Mondays», где они транслировали полные архивные шоу каждый понедельник, чтобы избавиться от скуки, оставаясь дома и избегая социальной дистанции в условиях пандемии. В мае 2020 года, находясь на карантине, Metallica виртуально исполнила акустическую версию песни «Blackened» под названием «Blackened 2020», которая позже была доступна для скачивания.
В апреле 2020 года в интервью с Марком Бениоффом Ульрих заявил, что Metallica может работать над своим следующим студийным альбомом, находясь на карантине. В июне Трухильо The Vinyl Guide сказал, что группа «взволнована, „выращивая“ новые идеи» для своего нового альбома. «Мы общаемся каждую неделю, и это действительно здорово, поэтому наша связь абсолютно цела и невредима […] что мы начали делать, так это просто сконцентрировались на наших домашних студиях и проявляли креативность в своих домах, ориентируясь в идеях и опираясь на новые. И вот где мы находимся сейчас». Он также сказал, что группа работает над тем, чтобы в конечном итоге попасть в студию для записи альбома.
28 августа 2020 года вышел совместный концертный альбом группы и симфонического оркестра Сан-Франциско под названием S&M2.
Альбом дебютировал на четвёртом месте в американском хит-параде Billboard 200 и стал 11-м альбомом группы Metallica, вошедшим в лучшую американскую десятку top-10. Кроме того, она стала первой в истории группой (и третьим исполнителем, в целом), чьи новые альбомы попадали в top-10 все последние пять десятилетий. Metallica была в top-10 один раз в 1980-е (1988), пять раз в 1990-е (1991; 1996; 1997; 1998 и 1999), два раза в 2000-е (2003 и 2008), два раза 2010-е (2013 и 2016) и один раз 2020-е с S&M2. Единственными двумя другими музыкантами, у которых хотя бы один новый альбом входил в top-10 каждую из последних декад с 1980-х по 2020-е, были певцы Джеймс Тейлор и Оззи Осборн.
В октябре 2020 года Майли Сайрус объявила, что планирует записать кавер-альбом Metallica, а 7 января 2021 года она объявила, что записала кавер-версию песни «Nothing Else Matters» с участием Элтона Джона на фортепиано, барабанщика Red Hot Chili Peppers Чеда Смита и виолончелиста Йо-Йо Ма. Песня была спродюсирована Эндрю Уоттом.
В мае 2021 года группа объявила, что 24 мая проведет ещё один #MetallicaMondays в пользу своего фонда All Within My Hands Foundation. Концерт состоялся 6 сентября 2021 года в Линкольне, штат Небраска.
В День труда, 6 сентября 2021 года, фонд группы All Within My Hands собрал $377 450. Metallica объединилась с брендом рабочей одежды Carhartt, пожертвовав всю выручку от продаж в этот праздник на инициативу группы Metallica Scholars, которая предоставляет возможности людям, заинтересованным в получении необходимых рабочих профессий.

### 72 Seasons(2023)

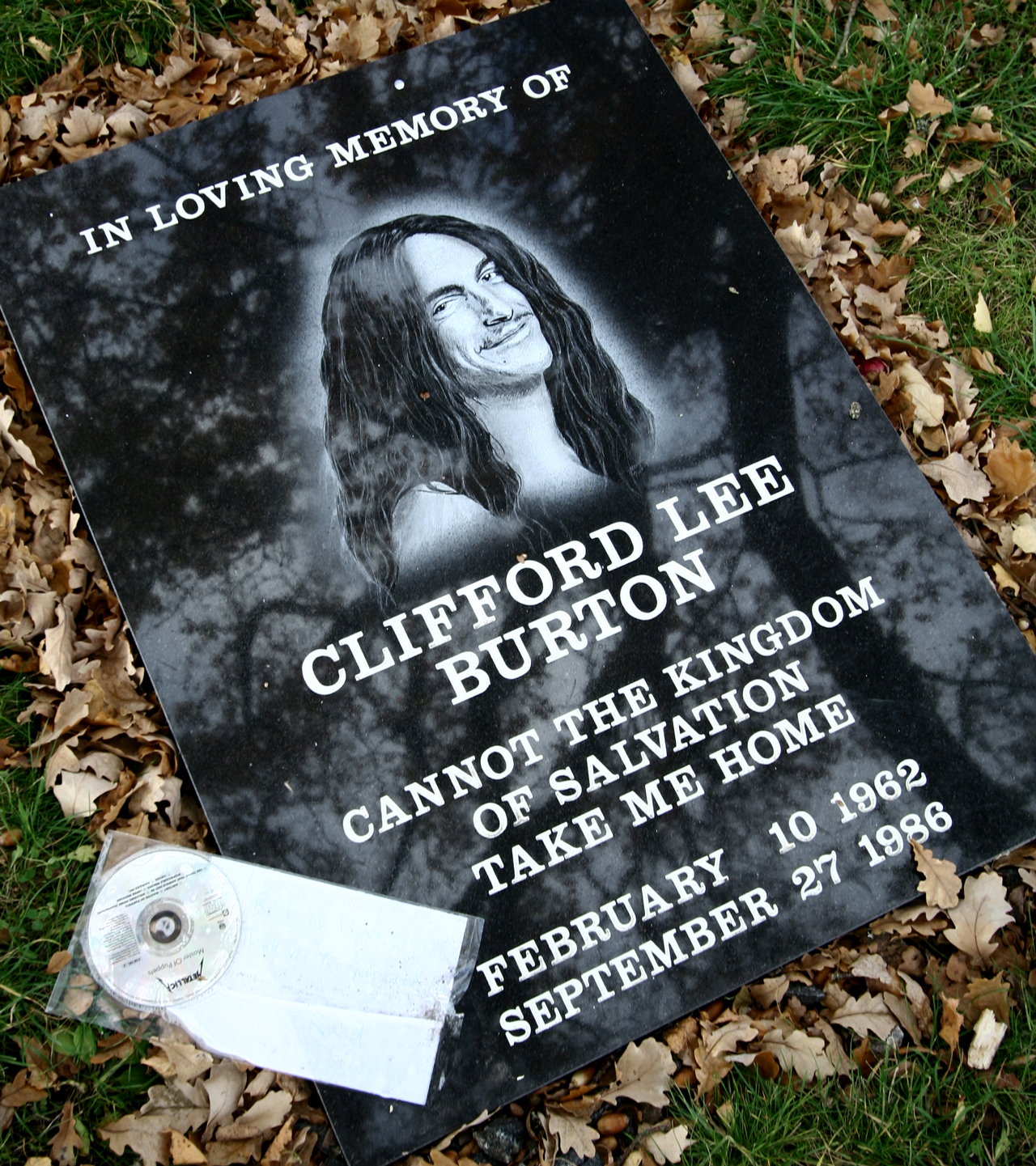
Мемориальный камень Клиффу Бёртону недалеко от места катастрофы

28 ноября 2022 года группа анонсировала выход нового альбома 72 Seasons 14 апреля 2023 года. В новый альбом войдет 12 треков. После анонса альбома, группа выпустила песню «Lux Æterna» из альбома, а также клип на неё. Также группа анонсировала мировой тур 2023-24, который начнется 27 апреля 2023 года в Амстердаме. Metallica сыграет 46 концертов в 22 городах Северной Америки и Европы: в каждом городе группа даст по два концерта, причем песни в каждый из двух вечеров не будут повторяться. 19 января 2023 Metallica выпустила композицию «Screaming Suicide» — второй сингл с альбома и видеоклип на него. 1 марта вышел третий сингл с альбома, «If Darkness Had A Son», и видеоклип к нему.

## Стиль и лирические темы
Звучание Metallica было описано как хеви-метал, трэш-метал, хард-рок и спид-метал. Стиль группы формировался под влиянием ранних хеви-метал и хард-рок групп и исполнителей, таких как Black Sabbath, Deep Purple, Led Zeppelin, Ted Nugent, Queen, Rush, Aerosmith, Scorpions, Motörhead, Judas Priest и Accept, групп новой волны британского хеви-метала, таких как Venom, Diamond Head и Iron Maiden и ранних панк-рок-групп, таких как Ramones и The Misfits, а также пост-панк-группы Killing Joke и хардкор-панк-групп Discharge и Suicidal Tendencies. Хью чувствовал, что Metallica расширила свою композиционную технику и диапазон выражения, чтобы взять более агрессивный подход в следующих релизах, и лирика имела дело с более личными и социально сознательными проблемами.
Лирические темы, исследуемые на Master of Puppets, включали религию, войну, гнев, безумие, монстров и наркотики.
В 1991 году, с новым продюсером Бобом Роком, Хью отметил, что Metallica упростила и рационализировала свою музыку для более коммерческого подхода, чтобы обратиться к широкой аудитории. «Группа отказалась от своего агрессивного, быстрого темпа, чтобы расширить свою музыку и выразить тесситуру», — заявил Роберт Палмер из Rolling Stone. Изменение направления оказалось коммерчески успешным, поскольку Metallica был первым альбомом группы, который достиг первой позиции в Billboard 200. Metallica заметили изменения рок-сцены, созданной гранж-движением начала 1990-х. В Load группа сосредоточилась на ню-металлических влияниях и изменила музыкальное направление. Уходя от лирических тем, имеющих дело с наркотиками и монстрами, новый лирический подход Metallica сосредоточился на гневе, потере и возмездии.
St. Anger ознаменовался большими изменениями в звучании группы. Гитарные соло были исключены из альбома, оставив «сырой и необработанный звук». Лирика альбома связана с реабилитацией Хетфилда, в том числе ссылки на дьявола, антинаркотические темы, клаустрофобия, обречённость и религиозное лицемерие.

## Факты
- Песня «Master of Puppets» прозвучала в финале четвертого сезона сериала «Очень странные дела», и стала важной частью сюжета. В итоге в 2022 году композиция вернулась в американские и британские чарты спустя 36 лет после своего релиза, а также попала в чарты iTunes и Spotify[138][139].
- Metallica появилась в эпизоде анимационного сериала «Симпсоны» «The Mook, the Chef, the Wife and Her Homer». Эпизод с участием металлистов записывался в сентябре 2005 года, именно с него начался 18-й сезон мульт-эпопеи. 10 сентября состоялся премьерный показ этой серии, где группа исполняла песню «Master of Puppets»[140].
- Также группа появилась в 4 серии 2 сезона научно-популярного сериала Искривление времени[англ.][141].
- Музыка Metallica использовалась для пыток заключённых[142][143][144] в американской тюрьме в Гуантанамо. Узнав об этом, Хетфилд пошутил: «Мы мучили своих родителей и жён нашей музыкой много лет. Почему бы не помучить ею иракцев?»[145].
- Metallica первая, и единственная музыкальная группа в истории, давшая концерт на всех континентах Земли[146].

## Дискография
- Kill 'em All (1983)
- Ride the Lightning (1984)
- Master of Puppets (1986)
- …And Justice for All (1988)
- Metallica (The Black Album) (1991)
- Load (1996)
- Reload (1997)
- St. Anger (2003)
- Death Magnetic (2008)
- Hardwired...To Self-Destruct (2016)
- 72 Seasons (2023)

## Участники группы
| Текущий состав - Джеймс Хетфилд — ведущий вокал, ритм-гитара (1981—наши дни) - Кирк Хэмметт — соло-гитара, бэк-вокал (1983—наши дни) - Роберт Трухильо — бас-гитара, бэк-вокал (2003—наши дни) - Ларс Ульрих — ударные, перкуссия (1981—наши дни) | Бывшие участники - Дэйв Мастейн — соло-гитара, бэк-вокал (1981—1983) - Рон Макговни — бас-гитара, бэк-вокал (1981) - Клифф Бёртон — бас-гитара, бэк-вокал (1982—1986) - Джейсон Ньюстед — бас-гитара, бэк-вокал (1986—2001) Сессионные/концертные участники - Боб Рок — бас-гитара, бэк-вокал (2001—2003) |

Временная шкала

## Награды
Грэмми:
- 1990: Лучшее метал-исполнение — «One»
- 1991: Лучшее метал-исполнение — «Stone Cold Crazy»
- 1992: Лучшее метал-исполнение — Metallica
- 1999: Лучшее метал-исполнение — «Better than You»
- 2000: Лучшее исполнение в стиле хард-рок — «Whiskey in the Jar»
- 2001: Лучшее инструментальное рок-исполнение — «The Call of Ktulu» вместе с Майклом Кэйменом и Симфоническим Оркестром Сан-Франциско
- 2004: Лучшее метал-исполнение — «St. Anger»
- 2009: Лучшее метал-исполнение — «My Apocalypse»
- 2024: Лучшее метал-исполнение — «72 seasons»[148]

MTV Video Music Awards:
- 1992: Лучшее метал видео — «Enter Sandman»
- 1996: Лучшее метал видео — «Until It Sleeps»

American Music Awards:
- 1996: Любимый исполнитель: хеви-метал/хард-рок: Metallica — Load
- 1996: Любимая металл/хард-рок песня — «Until It Sleeps»

Billboard Music Awards:
- 1997: Billboard Рок-н-ролл артист года — Metallica (RIAA Diamond Award)
- 1999: Каталог Артист Года — Metallica
- 1999: Каталог Артист Года — Metallica

Kerrang! Awards:
- 2003: Hall of Fame — Metallica
- 2003: Best International Band — Metallica
- 2004: Best Band on the Planet — Metallica
- 2008: Inspiration Award Winner — Metallica
- 2009: Best Album — Death Magnetic

Polar Music Prize:
- 2018: За исключительные достижения в музыке и музыкальной деятельности[149]